# ازبری (نیوجرسی)
ازبری (به انگلیسی: Asbury) یک منطقهٔ مسکونی در ایالات متحده آمریکا است که در ناحیه فرانکلین، شهرستان وارن، نیوجرسی واقع شده‌است. ازبری ۱٫۸۱۳ کیلومتر مربع مساحت و ۲۷۳ نفر جمعیت دارد و ۱۰۳ متر بالاتر از سطح دریا واقع شده‌است.